# Fritz Funke (Buchwissenschaftler)
Fritz Funke (* 25. März 1920 in Gautzsch; † 25. Januar 2018 in Leipzig) war ein deutscher Buchwissenschaftler, Schriftsteller und Grafiker. Von 1955 bis 1985 war er Direktor des Deutschen Buch- und Schriftmuseums in Leipzig.

## Leben
Im Zweiten Weltkrieg war Funke an der Ostfront eingesetzt und geriet in sowjetische Gefangenschaft. Nach dem Krieg studierte er Kunstgeschichte, Germanistik und Philosophie; die Promotion erfolgte mit „Die Darstellung der Liebe in den Dramen Schillers“. 1950 wurde er wissenschaftlicher Mitarbeiter des Deutschen Buch- und Schriftmuseums der Deutschen Bücherei. Da das Museum durch den Krieg nahezu vollständig zerstört und 1950 in die Deutsche Bücherei integriert wurde, wirkte Funke zu Anfang als enger Mitarbeiter von Hans H. Bockwitz am Wiederaufbau der Sammlungen und der Wiedereröffnung der Ausstellung am 4. Mai 1954 mit. 
Funke erstellte 1953 einen beschreibenden Katalog der Schreibmeisterbücher des 16.–19. Jahrhunderts, befasste sich mit kalligraphischen Initialen und Ornamentmotiven und betreute eine Faksimileausgabe des Schreibbüchlein von Wolfgang Fugger.
1955 wurde Funke Leiter des Deutschen Buch- und Schriftmuseums und etablierte das Haus als Dokumentationsstätte für Buchkultur und als Partner bei internationalen Buchkunst-Ausstellungen. Er setzte sich vergebens für die Rückgabe der 1945 von der sowjetischen Besatzungsmacht abtransportierten Exponate des Buchmuseums ein. 
1959 erschien sein Werk „Buchkunde“ als Lehrbuch und erlebte zahlreiche Auflagen und Übersetzungen; es avancierte zum Standardwerk. 
1964 konnte Funke das Deutsche Papiermuseum, das auf den Sammlungen von Karl Theodor Weiß basierte und seit 1957 in Greiz existierte, in das eigene Haus nach Leipzig holen und Wisso Weiß, Wolfgang Schlieder und Gertraude Spoer als Mitarbeiter gewinnen.
Privat beschäftigte sich Funke mit Dichtung und Malerei und war noch bis ins hohe Alter künstlerisch tätig. 
Fritz Funke war mit der Bibliothekarin Ursula Funke verheiratet; er starb im Januar 2018 in einem Altersheim.

## Werke (Auswahl)
- Buchkunde: die historische Entwicklung des Buches von der Keilschrift bis zur Gegenwart. VMA-Verlag, Wiesbaden 2006. ISBN 978-3-928127-95-0.
- Buch- und Schriftgeschichten. Die Deutsche Bibliothek, Leipzig; Frankfurt am Main; Berlin 2005
- Das Deutsche Buch- und Schriftmuseum der Deutschen Bücherei in Leipzig. In: Gutenberg-Jahrbuch 59 (1984), S. 194–210.
- Die Liebe als dramaturgisches Motiv in Schillers Dramen. Leipziger Univ.-Verl., Leipzig 2007. ISBN 978-3-86583-186-6